# Incahuasi (Lima)
Incahuasi es un yacimiento arqueológico situado en el distrito de Lunahuaná, en el anexo de Paullo, aproximadamente a 28 km de San Vicente de Cañete, en el Perú. En aquella zona existía un curacazgo conocido como Huarco, que fue conquistado por los incas luego de cuatro años de tenaz resistencia.
Tras la total ocupación inca del territorio huarco, Incahuasi fue prácticamente olvidado en beneficio del naciente Huacones-Vilcahuasi, que se convertiría en el principal centro administrativo incaico del valle.
Según la tradición, Túpac Yupanqui decidió llamar a este extenso centro administrativo Cusco (ombligo), igual que la capital del Tawantinsuyu, y quiso que sus calles y plazas llevaran los mismos nombres que las que había en él, aunque luego quedó para la localidad el actual nombre de Incahuasi, palabra compuesta quechua cuyo significado es Casa del Inca. En Incahuasi se reproducía la distribución cuatripartita (en cuatro suyus o regiones) del espacio del mundo según la cosmografía de los quechuas a partir del reinado del ya citado Túpac Yupanqui.